# Allievo ufficiale
Allievo ufficiale è la qualifica che rivestono i militari durante l'addestramento e gli studi per diventare ufficiale di una forza armata, ed è inquadrato come militare di truppa senza alcun grado militare.

## Descrizione
In alcuni paesi UE non è riconosciuto ufficialmente il grado di Allievo Ufficiale, né parigrado. Viene preso in carico il militare che, al momento della nomina, abbia un grado e ruolo specifico all'interno del corpo. Il grado di allievo Ufficiale viene inoltre riconosciuto nei pubblici uffici di rappresentanza del Governo italiano all'estero, ad esempio uffici consolari e ambasciate d'Italia, ma senza alcuna possibilità di ricevere incarichi, a meno di un particolare tipo di permesso siglato dall'autorità competente. In caso di comportamento ritenuto scorretto da parte del corpo d'appartenenza, esso può procedere con l'espulsione dell'allievo dall'accademia, nonché dai pubblici uffici.
In alcuni paesi dell'Unione europea il grado è parificato ai sottufficiali.

## I cadetti
Cadetto è la denominazione dell'Allievo ufficiale che frequenta le accademie militari.
in Italia, il cadetto è appunto il frequentatore dei corsi normali dell'Accademia militare di Modena per Esercito e Carabinieri, dell'Accademia Navale di Livorno per la Marina Militare, dell'Accademia Aeronautica di Pozzuoli per l'Aeronautica Militare, dell'Accademia militare di Bergamo per la Guardia di Finanza.
In alcuni paesi dell'Unione europea il cadetto è l'allievo ufficiale prossimo ad uscire dalla rispettiva accademia militare, come nel caso della Finlandia.

## Gli allievi ufficiali nell'ordinamento militare italiano

### Esercito Italiano
Gli allievi ufficiali dell'Esercito Italiano, appartenenti al ruolo normale si formano presso l'Accademia militare di Modena.
Appena superate le fasi concorsuali sono suddivisi nei vari corsi a seconda delle armi o dei corpi a cui sono riservati: Varie armi (fanteria, cavalleria, artiglieria, genio, trasmissioni), trasporti e materiali, commissariato, Corpo sanitario, Corpo degli ingegneri. Sono iscritti a specifici corsi di laurea, soggetti a continui addestramenti al combattimento e a formazione professionale, oltre che ad attività fisica.
Al termine dei due anni trascorsi a Modena, ricevono il grado di sottotenente e vengono destinati alle scuole di applicazione del proprio corso, dove completeranno gli studi, oppure termineranno il proprio iter di studi presso la stessa Accademia.
Gli allievi del corso delle Varie armi sono iscritti al corso di laurea in Scienze strategiche politico-gestionali, corso che completeranno alla Scuola di applicazione di Torino.
Analogamente gli allievi del corso del genio studieranno le scienze strategiche dei sistemi infrastrutturali, quelli del corso delle trasmissioni studieranno scienze strategiche e delle comunicazioni, gli allievi del corso trasporti e materiali sono iscritti al corso scienze strategiche e logistiche, e infine i futuri ufficiali del corso amministrazione e commissariato si dovranno laureare in scienze strategiche ed economico-amministrative, gli ingegneri acquisiranno la laurea in ingegneria (varie specialità), gli ufficiali farmacisti conseguiranno la laurea magistrale in farmacia e gli ufficiali medici e veterinari le lauree magistrali in medicina e chirurgia e medicina veterinaria con le relative abilitazioni all'esercizio della professione (esame di Stato) e le specifiche scuole di Specializzazione.
Superato un apposito concorso, acquisiscono invece la qualifica di AUFP gli allievi ufficiali in ferma prefissata.

Controspallina da allievo ufficiale dell'Esercito italiano o dell'Arma dei carabinieri[3]
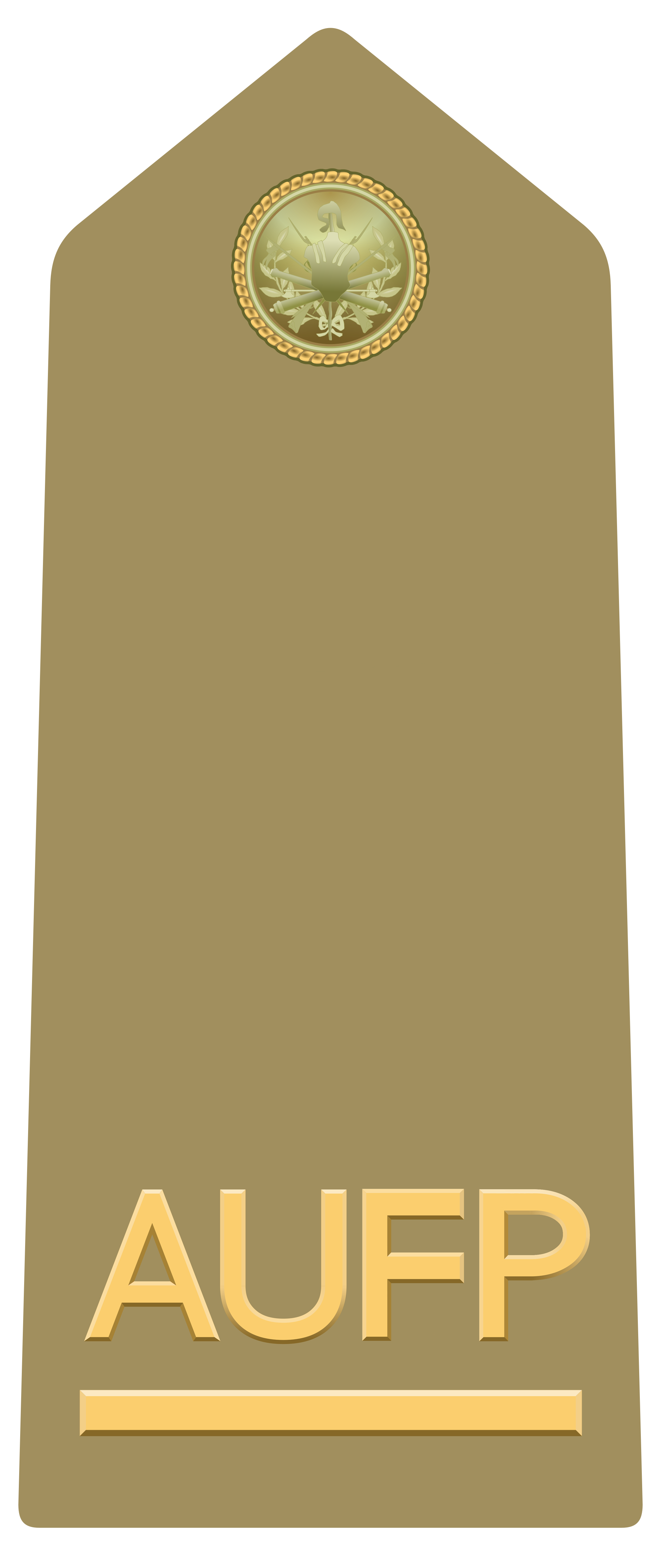
Controspallina da allievo ufficiale in ferma prefissata dell'Esercito italiano

### Marina Militare
Gli allievi ufficiali della Marina Militare Italiana del Ruolo Normale seguono un iter di studi quinquennale (sessennale per gli allievi del Corpo sanitario marittimo) presso l'Accademia Navale di Livorno.
I frequentatori al 1º anno di corso sono allievi ufficiali alla 1ª classe e partecipano alla campagna addestrativa estiva sulla nave a vela Amerigo Vespucci (o sul Palinuro), dove viene anche deciso il nome del corso.
Al 2º anno sono promossi allievi ufficiali alla 2ª classe ed effettuano una campagna addestrativa a bordo di un'unità navale della marina militare della classe San Giorgio.
Al terzo anno, vengono promossi al grado di "aspirante guardiamarina" (ufficiali), al quarto sono nominati guardiamarina. 
Terminano il 5º anno di studi col grado di sottotenente di vascello.
Gli allievi ufficiali della marina militare sono divisi in diversi corsi, per la successiva assegnazione a uno dei corpi della forza armata. Ogni corso prevede inoltre la frequenza di un corso di laurea presso l'Università degli studi di Pisa.
- Corso di stato maggiore: frequentano un corso di laurea e laurea magistrale (3+2) in Scienze marittime e navali (classe DS). I futuri ufficiali del Corpo di SM saranno successivamente assegnati al comando delle unità navali, nonché ai reparti di volo dell'Aviazione Navale, alla Forza di Sbarco della marina e alle forze speciali. Di norma, i più alti ufficiali della Marina, nonché il capo di stato maggiore della Marina Militare, appartengono al Corpo di stato maggiore. Il sottopanno di questo corpo è nero. Il corpo di SM è tradizionalmente considerato il più "anziano" tra i corpi della Marina, cioè, a parità di anzianità assoluta, gli ufficiali di SM sono considerati i più anziani.
- Corso di genio della Marina: frequentano un corso di laurea e laurea magistrale (3+2) in ingegneria navale. I futuri ufficiali del GM saranno successivamente responsabili dei compiti tecnici, come la gestione della propulsione dei motori o la gestione degli Enti tecnici, della logistica e della manutenzione dei reparti di volo, oppure dei sistemi di telecomunicazione. I più alti Ufficiali del GM trovano naturale impiego presso gli Stati Maggiori (Marina e Difesa), ma soprattutto presso il Segretariato generale della difesa/Direzione Generale degli armamenti, soprattutto al Dipartimento degli armamenti navali. Il sottogrado del genio della Marina è amaranto.
- Corso di sanità militare marittima: il corso di sanità marittima prevede l'acquisizione della laurea magistrale a ciclo unico (6 anni) in medicina e chirurgia o in farmacia. Gli ufficiali provenienti da questo corpo sono impiegati presso le infermerie di bordo delle unità navali, nonché presso i reparti sanitari di terra, i DMML (dipartimento militare di medicina legale), gli ospedali militari e presso gli SM di Marina e Difesa. Il sottogrado del corpo è blu, verde per i farmacisti.
- Corso di commissariato militare marittimo: il corso di commissariato prevede l'acquisizione della laurea magistrale in giurisprudenza. La competenza principale è di tipo giuridico amministrativa. Il sottogrado del corpo è rosso.
- Corso Capitaneria di Porto: il corso CP prevede la formazione dei futuri ufficiali da impiegare presso i reparti del Corpo delle capitanerie di porto - Guardia costiera. Tali ufficiali conseguono la laurea magistrale in Scienze del governo e dell'amministrazione del mare (classe DS). Il sottogrado del corpo è grigio.

Ulteriori attività addestrative vengono svolte presso il Centro addestramento aeronavale di Taranto, la scuola sommergibilisti, le scuole di volo della US Navy, la scuola anfibia del Reggimento "San Marco" e il Comsubin per le successive specializzazioni degli ufficiali.
Gli ufficiali nei gradi di tenente di vascello di SM frequentano il corso di comando navale per acquisire l'abilitazione al comando delle unità navali, mentre l'equivalente della Scuola di Guerra e del corso di stato maggiore dell'Esercito va identificato presso l'Istituto di studi militari marittimi di Venezia.
Superato un apposito concorso, acquisiscono invece la qualifica di AUFP gli allievi ufficiali in ferma prefissata.

### Aeronautica Militare
Gli allievi ufficiali dell'Aeronautica Militare frequentano un corso quinquennale (6 anni per il corpo sanitario) presso l'Accademia Aeronautica di Pozzuoli e l'Istituto di scienze militari aeronautiche.
Gli allievi acquisiscono, al termine del corso, lauree magistrali in differenti indirizzi a seconda del corpo di appartenenza, in convenzione con l'Università degli Studi di Napoli Federico II e l'Università degli Studi di Firenze.
I diversi indirizzi sono:
- gesad per ufficiali naviganti (piloti) e delle armi aeronautiche
- giurisprudenza per ufficiali del commissariato aeronautico
- Ingegneria (varie specializzazioni) per ufficiali del genio aeronautico
- medicina e chirurgia per ufficiali del Corpo sanitario aeronautico

Superato un apposito concorso, acquisiscono invece la qualifica di AUFP gli allievi ufficiali in ferma prefissata.

### Arma dei carabinieri
Gli allievi ufficiali dell'Arma dei carabinieri per due anni, si formano insieme ai colleghi dell'Esercito presso l'Accademia militare di Modena, e sono quindi sottoposti alla stessa istruzione formale pur differenziandosi per il corso di laurea in giurisprudenza.
Al termine dei primi due anni vengono promossi a sottotenenti e come tali completeranno gli studi alla Scuola ufficiali carabinieri di Roma.
Superato un apposito concorso, acquisiscono la qualifica di AUFP gli allievi ufficiali in ferma prefissata del ruolo speciale o del ruolo tecnico - logistico dell'Arma dei carabinieri, i quali sono ammessi a un corso formativo, della durata di 16 settimane che si svolge presso la Scuola ufficiali carabinieri di Roma.

Controspallina da allievo ufficiale dell'Esercito italiano o dell'Arma dei carabinieri[3]
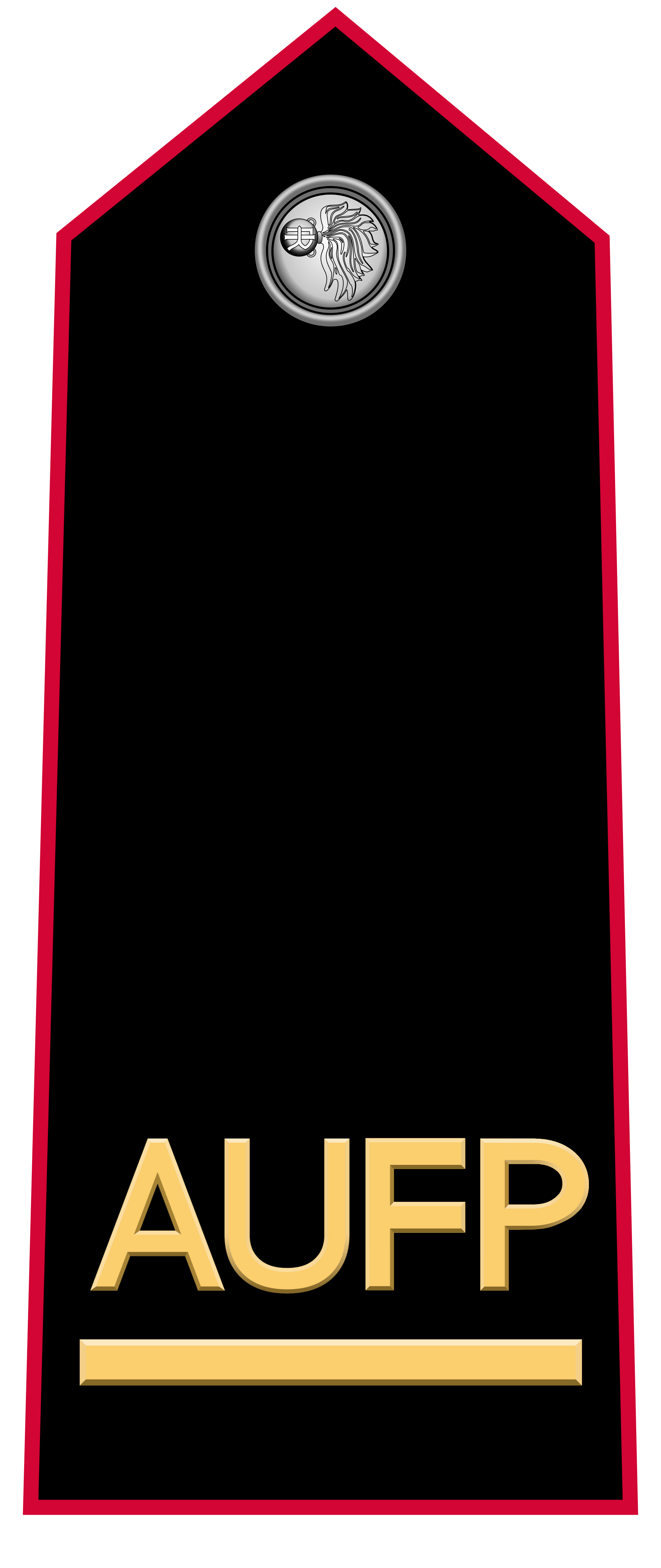
Controspallina da allievo ufficiale in ferma prefissata dell'Arma dei carabinieri

### Guardia di Finanza
Gli allievi ufficiali della Guardia di Finanza frequentano un corso della durata di 5 anni presso l'accademia del corpo a Bergamo. Al termine del corso si ottiene il grado tenente e la laurea magistrale in giurisprudenza.
Superato un apposito concorso, acquisiscono invece la qualifica di AUFP gli allievi ufficiali in ferma prefissata.

Controspallina da allievo ufficiale della Guardia di finanza.